# Emoia oribata
Emoia oribata är en ödleart som beskrevs av Brown 1953. Emoia oribata ingår i släktet Emoia och familjen skinkar. IUCN kategoriserar arten globalt som otillräckligt studerad. Inga underarter finns listade i Catalogue of Life.